# 農業教育電影公司
农业教育电影公司，简称农教，是1946年至1954年国民政府设立的一家公营电影制片厂。

## 历史
中国抗日战争胜利后，1946年3月，农业教育电影公司成立，以“发展农村电化教育、提高农民知识水准”為宗旨，首任董事长為陈果夫，总部设于重庆市，制片厂设于南京市太平门外。1946年5月，农教总部复员迁至南京市。1946年，农教从美国订购了大批电影器材。1948年12月，國共內戰後，陈果夫到臺灣台中市休养。
1949年8月，农教电影器材由南京运往台湾，總部設在台北市博愛路150號，戡定在台中市重建制片厂，成为台湾本岛第一家公营电影制片厂、且是当时岛内设备最齐全的制品厂，蒋经国兼任董事长，戴安国任总经理；不久，戴安国继任农教董事长，李葉任总经理。1950年11月1日，“農業教育電影公司台中製片廠”成立於原《臺灣新聞》社長松岡富雄官邸（門牌號碼為台中市忠孝路13號，今台中市東區忠孝路268～282號區域），创业片为與中國電影製片廠合作攝製之反共题材故事片《恶梦初醒》。1951年，庄国钧至台湾，任农教摄影师兼制片主任。1954年，徐欣夫任农教台中制片厂厂长，导演《日月潭之恋》等影片。
1954年9月1日，农教和“台湾电影事业公司”合并组成中央电影公司，農教台中製片廠改為“中央電影公司台中製片廠”，徐欣夫續任廠長。1960年代末，中影台中製片廠發生幾次火災後就遷離台中市。